# Carl Westergren
Carl Westergren (Malmö, Suecia, 13 de octubre de 1895-ídem, 5 de agosto de 1958) fue un deportista sueco especialista en lucha grecorromana donde llegó a ser campeón olímpico en Amberes 1920.

## Carrera deportiva
En los Juegos Olímpicos de 1920 celebrados en Amberes ganó la medalla de oro en lucha grecorromana estilo peso medio, por delante de los luchadores finlandeses Arthur Lindfors (plata) y Masa Perttilä (bronce). Doce años después, en las Olimpiadas de Los Ángeles 1932 ganó de nuevo la medalla de oro, en esta ocasión en la categoría de peso pesado.